# 长尾半枫荷
长尾半枫荷（学名：Semiliquidambar caudata），为金缕梅科半枫荷属下的一个种。

## 扩展阅读
維基物種上的相關：长尾半枫荷